# San Nicolás, Tierra Blanca
San Nicolás är en ort i Mexiko.   Den ligger i kommunen Tierra Blanca och delstaten Veracruz, i den sydöstra delen av landet, 300 km öster om huvudstaden Mexico City. San Nicolás ligger 27 meter över havet och antalet invånare är 534.
Terrängen runt San Nicolás är mycket platt, och sluttar österut. Runt San Nicolás är det ganska tätbefolkat, med 75 invånare per kvadratkilometer. Omgivningarna runt San Nicolás är en mosaik av jordbruksmark och naturlig växtlighet.